# Krvavi hlastač
Krvavi hlastač (znanstveno ime Lutjanus sanguineus) je morska riba iz družine hlastačev.
Krvavi hlastač lahko zraste do 100 cm, povprečna velikost odraslih rib pa je 70 cm. Najtežji zabeleženi primerek je tehtal 23 kg, najstarejši pa je imel 13 let.Spolno te ribe dozorijo pri dolžini okoli 47 cm.
Krvavi hlastač se hrani na peščenih ali kamnitih tleh v nočnem času. Razširjen je v tropskih vodah ob obalah zahodnega Indijskega oceana, od južnega dela Rdečega morja do obal Južne Afrike, kjer se zadržuje na globinah od 9 do 100 metrov.